# Indologie
L'indologie, ou indianisme, est l'étude des langues du sous-continent indien, mais également de leurs civilisations. Faisant appel aux ressources de plusieurs sciences humaines (ethnologie, linguistique, archéologie, etc.), l'indologue, ou indianiste, s'appuie principalement sur des sources textuelles.

## Quelques indianistes
- João de Lucena (1549-1600)
- Diogo do Couto (1542-1616)
- William Jones (1746-1794)
- John Muir (indianiste) (1810-1882)
- Franz Felix Adalbert Kuhn (1812-1881)
- Robert Caldwell (1814-1891)
- Ivan Minayev (russe, 1840-1890)
- Louis de La Vallée-Poussin (1869-1939)
- Max Müller (1823-1900)
- Hermann Weller (1878-1956)
- Monier Monier-Williams (1880-1953)
- Sergueï Oldenburg (russe, 1863-1934)
- Albrecht Weber (1825–1901)
- Heinrich Zimmer (1890-1943)
- Tokunaga Muneo, (japonais) contemporain
- Arion Roșu (roumain, 1924-2007)

### Quelques indianistes français
- Gaston-Laurent Cœurdoux (1691-1779)
- Abraham Hyacinthe Anquetil-Duperron (1731-1805)
- Jean-Antoine Dubois (1765-1848)
- Alexandre Langlois (1788-1854)
- Joseph Héliodore Garcin de Tassy (1794-1878)
- Hippolyte Fauché (1797-1869)
- Eugène Burnouf (1801-1852)
- Émile-Louis Burnouf (1821-1907)
- Abel Bergaigne (1838-1888)
- Paul Regnaud (1838-1910)
- Julien Vinson (1843-1926)
- Émile Senart (1847-1928)
- Sylvain Lévi (1863-1935)
- Jules Bloch (1880-1953)
- Louis Renou (1896-1966)
- Jules Monchanin (1895-1957)
- Jean Herbert (1897-1980)
- Jean Filliozat (1906-1982)
- Alain Daniélou (1907-1994)
- René Daumal (1908-1944)
- Lilian Silburn (1908–1993)
- Louis Dumont (1911-1998)
- Pierre Meile (1911-1963)
- Jean Varenne (1926-1997)
- Charles Malamoud (1929-)
- Madeleine Biardeau (1922-2010)
- Louis Frédéric (1923-1996)
- Gérard Fussman (1940-)
- Tara Michaël (1942-)
- Guy Mazars (1947-2016)
- François Grimal (1947-)
- Michel Angot (1949-2024)
- Marie-France Latronche (1963-)